# Juventus Football Club 1958-1959
Questa voce raccoglie le informazioni riguardanti la Juventus Football Club nelle competizioni ufficiali della stagione 1958-1959.

## Stagione
Nel campionato 1958-1959 la Juventus scudettata uscente non riuscì a difendere il titolo, sopravanzata dal Milan nuovo campione d'Italia, dalla Fiorentina e dall'Inter; in una stagione altalenante, la squadra passò anche attraverso l'avvicendamento tecnico di novembre tra Ljubiša Broćić e Teobaldo Depetrini. Il miglior realizzatore bianconero in campionato fu John Charles, autore di 19 reti; in doppia cifra anche Omar Sívori con 15 gol, e Bruno Nicolè con 13 marcature.
In questa stagione la Juventus debuttò in Coppa dei Campioni, arrendendosi al primo turno al Wiener SK. Dopo la vittoria dei padroni di casa per 3-1 nell'andata a Torino, gli austriaci ribaltarono il risultato con un clamoroso 7-0 nel retour match di Vienna: la débacle dei piemontesi avvenne al termine di un incontro rimasto a posteriori molto discusso in virtù del permissivo arbitraggio, favorevole al rude atteggiamento espresso dalla compagine austriaca ed esemplificato dalla marcatura tenuta dal difensore viennese Leopold Barschandt sull'attaccante juventino Charles; ciò nonostante, il punteggio del Praterstadion rappresenta tuttora la peggiore sconfitta di un club italiano nelle competizioni confederali.
La Juventus riuscì a salvare l'annata grazie alla vittoria della Coppa Italia, la terza della sua storia, battendo nettamente l'Inter per 4-1 nella finale di San Siro del 10 giugno 1959. I torinesi erano arrivati all'atto conclusivo di Milano dopo aver eliminato in sequenza, e sempre a Torino, dapprima agli ottavi di finale l'Alessandria, superato per 6-2 ai tempi supplementari, quindi ai quarti di finale la Fiorentina per 3-1, e infine in semifinale il Genoa per 3-1.

## Divise
| Casa | Trasferta | 1ª portiere | 2ª portiere |

## Rosa
| N. |                   | Ruolo | Calciatore          |
| -- | ----------------- | ----- | ------------------- |
|    | Italia (bandiera) | P     | Carlo Mattrel       |
|    | Italia (bandiera) | P     | Giuseppe Vavassori  |
|    | Italia (bandiera) | D     | Benito Boldi        |
|    | Italia (bandiera) | D     | Ernesto Castano     |
|    | Italia (bandiera) | D     | Giuseppe Corradi    |
|    | Italia (bandiera) | D     | Bruno Garzena       |
|    | Italia (bandiera) | C     | Piero Aggradi       |
|    | Italia (bandiera) | C     | Umberto Colombo     |
|    | Italia (bandiera) | C     | Flavio Emoli        |
|    | Italia (bandiera) | C     | Rino Ferrario       |
|    | Italia (bandiera) | C     | Luigi Fuin          |
|    | Italia (bandiera) | C     | Gianfranco Leoncini |

| N. |                      | Ruolo | Calciatore                     |
| -- | -------------------- | ----- | ------------------------------ |
|    | Italia (bandiera)    | C     | Antonio Montico                |
|    | Italia (bandiera)    | C     | Giorgio Turchi                 |
|    | Italia (bandiera)    | A     | Giampiero Boniperti (capitano) |
|    | Galles (bandiera)    | A     | John Charles                   |
|    | Italia (bandiera)    | A     | Ermes Muccinelli               |
|    | Italia (bandiera)    | A     | Bruno Nicolè                   |
|    | Svezia (bandiera)    | A     | Karl-Erik Palmér               |
|    | Argentina (bandiera) | A     | Omar Sívori                    |
|    | Italia (bandiera)    | A     | Gino Stacchini                 |
|    | Italia (bandiera)    | A     | Francesco Stacchino            |
|    | Italia (bandiera)    | A     | Giorgio Stivanello             |

## Risultati

### Serie A

#### Girone di andata
| Ferrara 21 settembre 1958, ore 16:00 CET 1ª giornata | SPAL                      | 0 – 0 referto | Juventus | Stadio Comunale\| Arbitro: \| Marchese (Frattamaggiore) \| |
| Arbitro:                                             | Marchese (Frattamaggiore) |               |          |                                                            |

| Arbitro: | Butti (Como) |

|                                |           |  |
| Charles 22’ Boniperti 43’, 62’ | Marcatori |  |

| Arbitro: | Orlandini (Roma) |

|               |           |                                                                |
| Brighenti 16’ | Marcatori | 26’ (aut.) Blason 61’ Montico 77’ (aut.) Zannier 83’ Stacchini |

| Arbitro: | Guarnaschelli (Pavia) |

|                      |           |  |
| Nicolè 5’ Sívori 47’ | Marcatori |  |

| Arbitro: | Rigato (Mestre) |

|                                 |           |  |
| Da Costa 55’, 67’ Selmosson 76’ | Marcatori |  |

| Arbitro: | Orlandini (Roma) |

|                                         |           |                                          |
| Sívori 7’, 54’ Stacchini 40’ Nicolè 48’ | Marcatori | 45’ Virgili 50’ (aut.) Boldi 72’ Mazzero |

| Arbitro: | Lo Bello (Siracusa) |

|                                              |           |                                            |
| Cervato 30’ (rig.) Montuori 45’ Lojacono 60’ | Marcatori | 11’ (rig.) Ferrario 13’ Nicolè 32’ Charles |

| Arbitro: | Jonni (Macerata) |

|                                                  |           |                                             |
| Boniperti 39’ Corradi 62’ Charles 73’ Sívori 81’ | Marcatori | 24’, 90’ Grillo 30’ Galli 33’, 66’ Altafini |

| Arbitro: | Ferrari (Milano) |

|              |           |               |
| Bredesen 50’ | Marcatori | 63’ Boniperti |

| Arbitro: | Butti (Como) |

|                                 |           |                                     |
| Charles 6’ (rig.) Boniperti 34’ | Marcatori | 17’ Agnoletto 61’ Menti 85’ Campana |

| Arbitro: | Rigato (Mestre) |

|             |           |                                   |
| Bicicli 22’ | Marcatori | 15’ Charles 41’ Nicolè 61’ Sívori |

| Arbitro: | Moriconi (Roma) |

|            |           |  |
| Sívori 16’ | Marcatori |  |

| Arbitro: | Mori (Cremona) |

|                 |           |                        |
| Lorenzi 8’, 10’ | Marcatori | 58’ Nicolè 89’ Corradi |

| Arbitro: | Adami (Roma) |

|                               |           |                      |
| Sívori 11’ Charles 87’ (rig.) | Marcatori | 71’ Maschio 90’ Bodi |

| Arbitro: | Jonni (Macerata) |

|  |           |                      |
|  | Marcatori | 11’, 58’, 75’ Nicolè |

| Arbitro: | Lo Bello (Siracusa) |

|                                                           |           |              |
| Sívori 9’, 85’ Nicolè 30’, 80’ Stivanello 34’ Colombo 60’ | Marcatori | 16’ Bizzarri |

| Arbitro: | Orlandini (Roma) |

|  |           |            |
|  | Marcatori | 28’ Sívori |

#### Girone di ritorno
| Arbitro: | Moriconi (Roma) |

|             |           |              |
| Charles 63’ | Marcatori | 26’ Morbello |

| Arbitro: | Jonni (Macerata) |

|  |           |                                           |
|  | Marcatori | 67’, 69’ Charles 80’ Boniperti 82’ Nicolè |

| Arbitro: | Annoscia (Bari) |

|                  |           |                   |
| Charles 18’, 71’ | Marcatori | 9’ (aut.) Castano |

| Napoli 22 febbraio 1959, ore 15:00 CET 21ª giornata | Napoli              | 0 – 0 referto | Juventus | Stadio della Liberazione\| Arbitro: \| Lo Bello (Siracusa) \| |
| Arbitro:                                            | Lo Bello (Siracusa) |               |          |                                                               |

| Arbitro: | Jonni (Macerata) |

|                        |           |  |
| Charles 63’ Nicolè 67’ | Marcatori |  |

| Arbitro: | Orlandini (Roma) |

|                      |           |                        |
| Virgili 9’, 30’, 32’ | Marcatori | 27’ Charles 69’ Nicolè |

| Arbitro: | Marchese (Frattamaggiore) |

|                      |           |                                 |
| Sívori 38’, 63’, 86’ | Marcatori | 28’ (rig.) Lojacono 74’ Gratton |

| Arbitro: | Jonni (Macerata) |

|              |           |               |
| Altafini 47’ | Marcatori | 73’ Boniperti |

| Arbitro: | Orlandini (Roma) |

|                          |           |                    |
| Sívori 21’ Stacchino 59’ | Marcatori | 35’ Conti 47’ Erba |

| Arbitro: | De Robbio (Torre Annunziata) |

|           |           |  |
| Conti 55’ | Marcatori |  |

| Arbitro: | Lo Bello (Siracusa) |

|                                      |           |                       |
| Emoli 61’ Ferrario 79’ Boniperti 88’ | Marcatori | 11’ Firmani 75’ Corso |

| Arbitro: | Marchese (Frattamaggiore) |

|                         |           |                          |
| Milani 9’ Mora 49’, 83’ | Marcatori | 71’ Leoncini 88’ Charles |

| Arbitro: | Righi (Milano) |

|                         |           |                          |
| Colombo 23’ Charles 60’ | Marcatori | 8’ Filini 65’ Pistorello |

| Arbitro: | Cariani (Roma) |

|                                    |           |               |
| Pascutti 10’, 85’ Bonafin 52’, 55’ | Marcatori | 40’ Stacchini |

| Arbitro: | Grignani (Milano) |

|                                                     |           |  |
| Sívori 13’ Charles 24’ Stivanello 65’ Stacchini 83’ | Marcatori |  |

| Arbitro: | Groppi |

|                    |           |  |
| Corradi 37’ (aut.) | Marcatori |  |

| Arbitro: | De Marchi (Pordenone) |

|                                     |           |                                          |
| Charles 5’, 59’, 64’ Stivanello 24’ | Marcatori | 12’ Maccacaro 42’ Pantaleoni 83’ Abbadie |

### Coppa Italia
| Arbitro: | Gay (Asti) |

|                                              |           |                           |
| Charles 43’, 97’, 116’ Sívori 52’, 92’, 108’ | Marcatori | 67’ Filini 68’ Vonlanthen |

| Arbitro: | Gambarotta (Genova) |

|                                              |           |            |
| Stivanello 39’ (rig.) Charles 59’ Nicolè 89’ | Marcatori | 65’ Petris |

| Arbitro: | Marchese (Napoli) |

|                                          |           |             |
| Cervato 35’ (rig.) Sívori 60’ Nicolè 74’ | Marcatori | 50’ Barison |

| Arbitro: | Jonni (Macerata) |

|             |           |                                               |
| Bicicli 36’ | Marcatori | 7’ Charles 27’, 79’ (rig.) Cervato 65’ Sívori |

### Coppa dei Campioni
| Arbitro: | Gulde |

|                     |           |          |
| Sívori 2’, 56’, 62’ | Marcatori | 8’ Horak |

| Arbitro: | Wyssling |

|                                                           |           |  |
| Skerlan 24’ Hamerl 34’, 38’, 64’, 80’ Hof 82’ (rig.), 85’ | Marcatori |  |